# Frédéric Ramade
Pour les articles homonymes, voir Ramade.
Frédéric Ramade est un réalisateur et écrivain français né en 1968.

## Biographie
Réalisateur de performances, installations, courts métrages documentaires et émissions télévisées, Frédéric Ramade a également signé en 2009 un court métrage de fiction, Le Problème avec Tom.
Il a coprésidé l'ACID en 2013, 2014 et 2016.
Diplômé de persan de l'Institut national des langues et civilisations orientales, Frédéric Ramade est l'auteur de plusieurs livres, dont La Perse des écrivains voyageurs.

## Filmographie
- 1990 : Le Dessous des cartes (émission télévisée)
- 2006 : La Libération de Chinon
- 2008 : Ode pavillonnaire
- 2011 : L'Atelier A (série télévisée)
- 2016 : La Voie rouge[5]
- 2017 : À la conquête de Titan (émission télévisée Science grand format)
- 2018 : Picasso, Braque & Cie : la révolution cubiste